# Грищук Леонід Степанович
Леонід Степанович Грищук (нар. 1906, Київська губернія (за іншими даними — місто Київ) — 22 травня 1960, місто Київ) — український радянський партійний діяч. Член ЦК КП(б)У в 1940—1941 р. Член Центральної Ревізійної комісії ВКП(б) в 1941. Депутат Верховної Ради СРСР 1-го скликання з 1940 року.

## Біографія
Народився у родині вчителя сільської народної школи. З 1921 року — чорнороб на сільськогосподарських роботах. У 1923 році вступив до комсомолу. З 1925 року працював чорноробом, слюсарем на нафтопромислах у місті Баку, потім — слюсарем на текстильних підприємствах міста Києва.
У 1928—1930 роках — у Червоній армії.
Член ВКП(б) з 1930 року.
Після демобілізації працював слюсарем на заводі у місті Києві. У числі «двадцятип'ятитисячників» був направлений на село для організації колгоспів. У 1930—1931 р. — голова комуни «Більшовик» у селі Шпитьки Київського району.
У 1931—1933 р. — заступник директора трикотажної фабрики «Укрфізкультвоєнспорту», потім голова правління, заступник директора суконної фабрики «Промткач» у Києві.
У 1933—1936 роках працював на Далекому Сході в штабі 2-ї бригади Центрального управління дорожнього будівництва при РНК СРСР (Цудортрансу) (місто Хабаровськ); судовим секретарем Військового трибуналу Військово-морських сил Тихого океану (місто Владивосток).
У 1937—1938 роках — голова Організаційного комітету (виконавчого комітету) Київської сільської районної ради Київської області. У 1938—1939 роках — 1-й секретар Київського сільського районого комітету КП(б)У Київської області.
Після захоплення Західної України радянськими військами, з вересня 1939 року — голова Тимчасового управління Тарнопільського воєводства (області).
Постановою Політичного бюро ЦК КП(б) України (№ 860-оп) 27 листопада 1939 Грищук був призначений 1-м секретарем Львівського обласного комітету КП(б) України. Був обраний депутатом Народних Зборів Західної України.
У листопаді 1939 — червні 1941 р. — 1-й секретар Львівського обласного комітету КП(б) України.
З початку липня 1941 р. — член Військової ради 6-ї армії. 2 серпня 1941 року під час битви під Уманню потрапив в оточення, знищив партійний квиток і, будучи в цивільному одязі, вийшов з оточення, дістався до Києва і мешкав там до липня 1942 р. за документами, отриманими від окупаційної влади на ім'я Пилипа Пилиповича Пулинця. З 1942 року проживав у Тетіївському районі окупованої Київської області, працював сторожем, експедитором Кашперівського цукрового заводу.
Після звільнення Києва від фашистів, з 13 листопада 1943 по 1944 р. перебував у партизанському загоні.
Повернувшись у Київ, з 1 травня 1944 року працював директором Київської швейної фабрики дитячого одягу, потім у будівельному тресті № 3 та будівельно-монтажному тресті № 5 Київського раднаргоспу.
У кінці 1952 року виключений із лав ВКП(б) як особа, яка знищила свій партбілет і перебувала на окупованій фашистами території.